# Gutshaus Neuhof

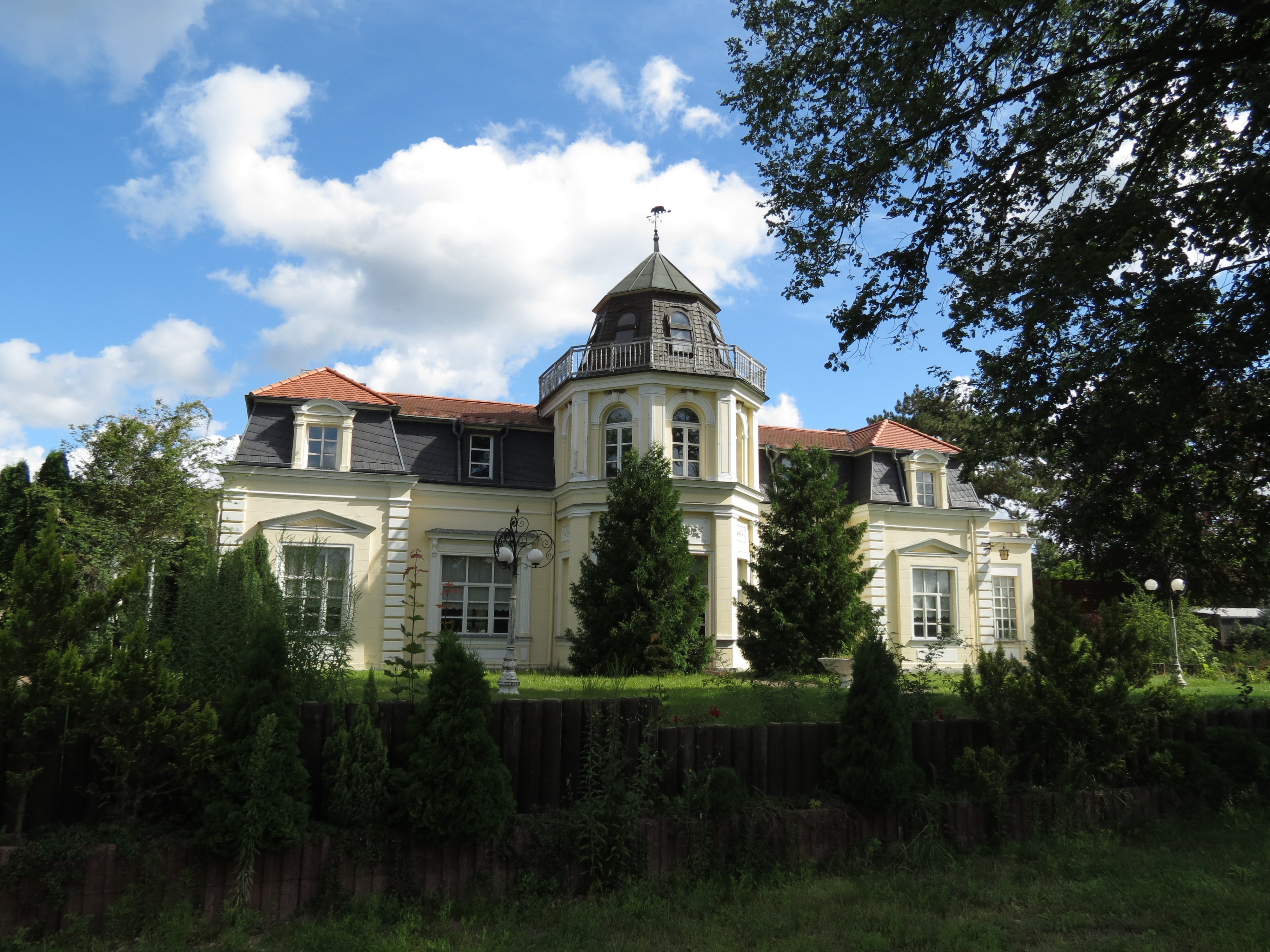
Gutshaus Neuhof, Ansicht von Westen

Das Gutshaus Neuhof ist ein denkmalgeschütztes Herrenhaus in Neuhof, einem Gemeindeteil von Wünsdorf, einem Ortsteil der Stadt Zossen im Landkreis Teltow-Fläming im Land Brandenburg.

## Lage
Die Bundesstraße 96 führt von Norden kommend in südlicher Richtung in den Wohnplatz. Von ihr zweigt am Wolziger See die Straße Zum Wolziger See nach Osten hin ab. Das Gutshaus steht westlich der Straße und damit östlich der Bundesstraße 96.

## Geschichte
Das Bauwerk entstand im Jahr 1757. Dem vorausgegangen war die Urbarmachung des Wolziger Luchs durch zunächst zwölf Familien, die aus Klein Ziescht stammten. In den Jahren 1890/1900 erfolgte ein nicht näher spezifizierter Umbau. Das Gut wurde in den 1930er Jahren von einer Konservenfabrik genutzt, das Fleisch aus Berlin weiterverarbeitete. Die Wirtschaftsgebäude wurden zu Fabrikhallen und Lagerräumen umgebaut, während die Verwaltung in das Gutshaus zog.
Nach dem Zweiten Weltkrieg wurde die Produktion in den VEB Havelland Obst- und Gemüseverarbeitung Beelitz, Gemüse, Obst- und Fischkonserven als Werk Neuhof weiterbetrieben. Im Jahr 1972 entstand nordöstlich des Gutshauses eine Lagerhalle sowie südwestlich ein Heizhaus. Durch fehlende Investitionen verschlechterte sich der Bauzustand des Werkes. Teile des Gutshauses mussten aufgegeben werden, der Bau einer Klärgrube wurde nicht genehmigt. Ende April 1990 schloss das Werk.
Von 1991 bis 1992 erfolgte ein erneuter Umbau. Ab 1993 plante eine Immobilien- und Finanzvermittlungsgesellschaft auf dem Gelände eine Ferienhaus- und Freizeitanlage. Die Fabrikgebäude wurden abgerissen, das Gutshaus saniert und an einen Gastronomen verpachtet. Es steht im Jahr 2020 leer.

## Baubeschreibung

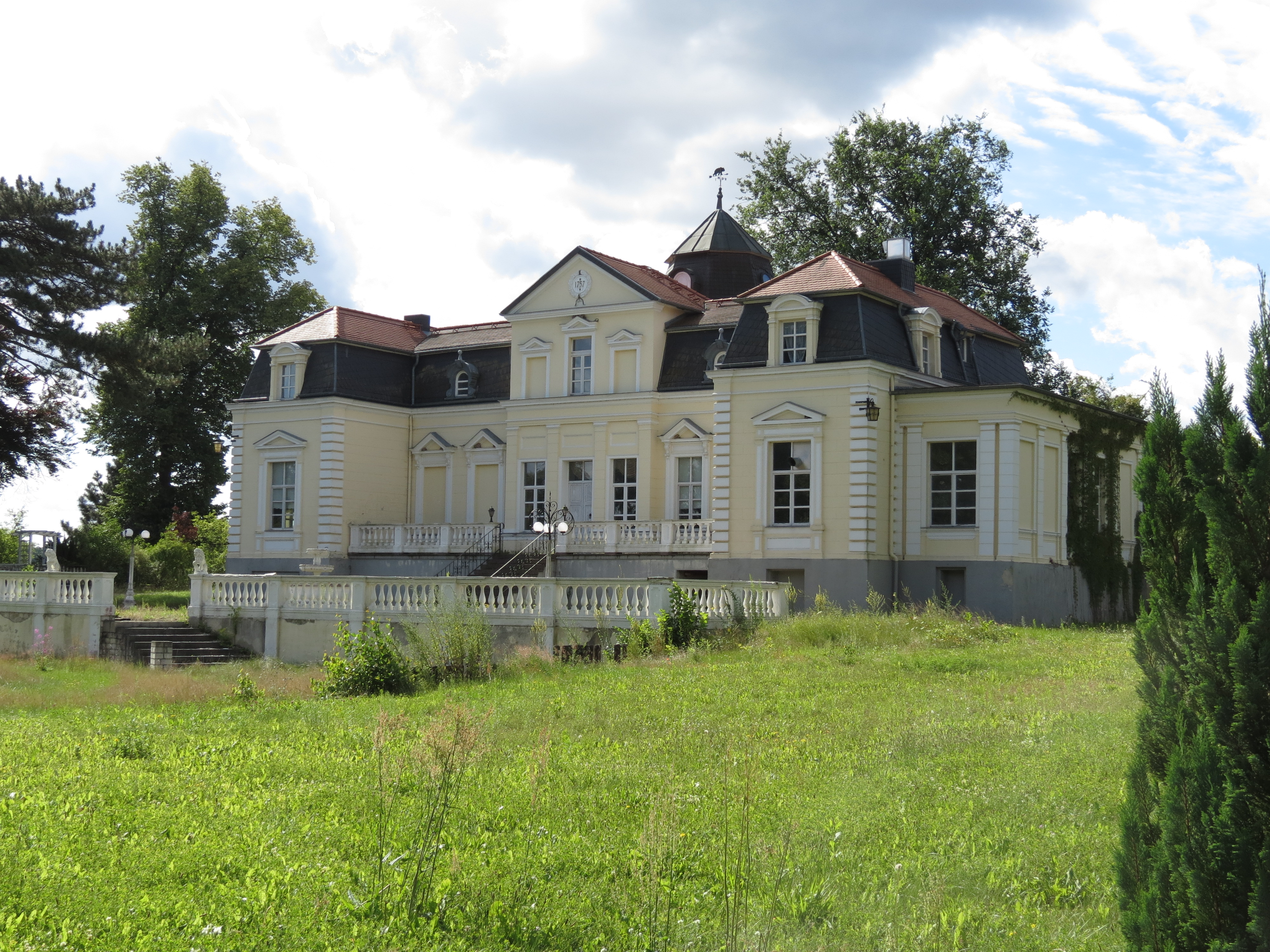
Ansicht von Osten

Das Gebäude verfügt über einen rechteckigen Grundriss, das auf einem niedrigen Sockelgeschoss errichtet wurde. Darauf entstand das Gebäude mit Seitenrisaliten sowie zum Garten hin ein weiterer, mittig angebrachter Risalit. Dort ist eine große Terrasse mit einer Freitreppe, die in den Garten führt. Zur Straßenseite befindet sich ein polygonaler Turmanbau mit einem ebenfalls polygonalen Dach. Die Fenster im Erdgeschoss sind hochrechteckig und teilweise mit Putzelementen verziert. Im Mansarddach kamen an den Seitenrisaliten hochrechteckige, im Turm rundbogenförmige Fenster zum Einsatz. Die ursprünglich vorhandenen gekröpften Gesimse und rundbogigen Fensterverdachungen sind nicht mehr vorhanden. Hiltrud und Carsten Preuß bedauern, dass durch die Umbaumaßnahmen der ursprüngliche Architektenentwurf „verwischt“ werde. Durch die Anlage der Ferienhaussiedlung und die damit erheblichen Veränderungen auf der Gemarkung entstehe ein „disparates Bild“.